# NGC 7072A
NGC 7072A је спирална галаксија у сазвежђу Ждрал која се налази на NGC листи објеката дубоког неба.
Деклинација објекта је - 43° 12' 8" а ректасцензија 21h 30m 25,6s. Привидна величина (магнитуда) објекта NGC 7072 износи 13,7 а фотографска магнитуда 14,4. NGC 7072A је још познат и под ознакама ESO 287-29, MCG -7-44-17, PGC 66870.